# Việt Anh (nghệ sĩ)
Nguyễn Văn Liêm, thường được biết đến với nghệ danh  Việt Anh (sinh ngày 11 tháng 6 năm 1958), là một nam diễn viên người Việt Nam. Ông được xem là một trong những diễn viên xuất sắc của nghệ thuật miền Nam.
Từ cuối thế kỷ 20, ông tạo dấu ấn trong nhiều vở chính kịch gây tiếng vang như Lôi vũ, Dạ cổ hoài lang, Đêm họa mi, 41 đóa hồng,... Ngoài ra, ông còn làm công tác quản lý, hiện ông đang là Giám đốc Nhà hát kịch 5B Võ Văn Tần.
Hơn 40 năm hoạt động nghệ thuật, ông đã được nhà nước phong tặng danh hiệu Nghệ sĩ ưu tú và Nghệ sĩ nhân dân.

## Tiểu sử
Ông tên thật là Nguyễn Văn Liêm, sinh năm 1956 tại thành phố Sài Gòn. Ông sinh ra trong một gia đình đông con và không có ai theo nghệ thuật nhưng nghệ sĩ Việt Anh sớm bộc lộ năng khiếu từ sớm.
Ông đi xem cải lương từ năm 5, 6 tuổi, sớm được tiếp xúc với sân khấu dù gia đình không có truyền thống nghệ thuật. Học xong cấp 3, ông tham gia thanh niên xung phong trong 4 năm rồi về học ở trường Văn hoá - Nghệ thuật TP.HCM 3 năm. Đợt toàn thành phố giảm biên chế không chỗ nào nhận, ông thất nghiệp. Lúc đó, ông đã thi vào đội kịch nghiệp dư ở Nhà Văn hóa Thanh niên. Chăm chỉ hoạt động nghệ thuật, ông cũng dần có trong tay nhiều tác phẩm để đời, trong đó phải kể đến vai Chu Phác Viên trong vở kịch Lôi Vũ. Cách diễn ấn tượng của ông khác hoàn toàn với các đoàn khác khiến người xem phải lấy đó làm hình mẫu cho nhân vật.
Việt Anh cho biết mình học nhạc trước khi học kịch. Nhưng ông chuyển sang lớp kịch và học thêm khóa đạo diễn vì có năng khiếu. Những ngày đầu đi diễn ông lấy tên Nguyễn Liêm nhưng chưa được biết đến nhiều. Thời ấy chị gái ông sinh em bé, tên Việt Anh. Nam nghệ sĩ xin phép chị mình lấy tên cháu làm nghệ danh. Từ đó ông gắn liền với tên tuổi để đời là Việt Anh. Nghệ danh này đã đi cùng ông từ khi còn trẻ cho đến khi đã ngoài 60.

## Sự nghiệp
Năm 1974, sau khi tốt nghiệp trung học phổ thông, ông thi đậu khoa đạo diễn trường Cao đẳng Văn hóa Nghệ thuật thành phố Hồ Chí Minh. Là người duy nhất trong gia đình theo nghệ thuật nên ông gặp nhiều khó khăn khi bắt đầu thực hiện đam mê của mình. Ông đã đánh dấu tên tuổi của mình qua hàng trăm, hàng ngàn vai diễn khác nhau và hầu như tất cả đều xuất phát từ lối diễn xuất phóng khoáng, tự do.
Những năm 80, ông tham gia vào nhiều vợ kịch lớn nhỏ. Phải đến năm 1986 thì cái tên Việt Anh mới đến gần với công chúng. Trong vở kịch Lôi Vũ của biên kịch Tào Ngu, khán giả đã bị lôi cuốn bởi tình tiết kịch tùy hứng, đau khổ. Vở kịch này nhanh chóng nổi tiếng rầm rộ, xuất hiện hầu hết ở các sân khấu lớn nhỏ. Những nghệ sĩ tham gia vở kịch cũng vì vậy mà nổi tiếng không kém.
Việt Anh vào nghề và thành danh từ sân khấu kịch. Chứng kiến giai đoạn hoàng kim lẫn thoái trào của bộ môn này khiến bản thân ông mang nhiều nỗi niềm. Bên cạnh vai trò diễn xuất, ông còn là đạo diễn và tác giả của nhiều vở chính kịch, hài kịch nổi tiếng như Lôi vũ, Dạ cổ hoài lang, Đêm họa mi, 41 đóa hồng,... Sau nhiều năm cống hiến cho nền nghệ thuật nước nhà, Việt Anh được Nhà nước phong tặng danh hiệu Nghệ sĩ Ưu tú năm 2001 và Nghệ sĩ nhân dân vào năm 2019.
Sau này, Lôi Vũ được phát sóng trên truyền hình và phủ sóng đến tất cả khán giả ở miền Nam. Nghệ sĩ Việt Anh vào vai ông chủ mỏ Chu Phác Viên, Minh Trang vào vai Phồn Y, Thành Lộc vào vai Chu Xung, Hồng Vân vào vai Thị Bình,...Những cái tên đã góp phần to lớn cho nền điện ảnh, kịch nước nhà.
Năm 1995, nghệ sĩ Việt Anh góp mặt trong vở Dạ cổ hoài lang của nhạc sĩ Cao Văn Lầu. Vào vai ông Năm, nghệ sĩ Việt Anh đã thành công nhận được Giải Mai Vàng năm đầu tiên cho hạng mục Nam nghệ sĩ Kịch nói. Ngoài ra, năm 2012, ông còn nhận được giải Cù nèo vàng khi vào vai gã ăn trộm Tư Liều trong vở “Tốt, xấu, giả, thật”.
Năm 1996, sau thành công của những vở kịch. Nghệ sĩ Việt Anh đã có bước chuyển mình sang diễn xuất. Lần đầu tiên góp mặt trong bộ phim Cổ tích Việt Nam: Chiếc áo tàng hình. Tiếp sau đó là các bộ phim truyền hình, điện ảnh dân gian như: Khi đàn ông có bầu (2004), Đẻ mướn (2006), Áo lụa Hà Đông (2006),…
Năm 2006, sau sự thành công của bộ phim Mùi Ngò Gai. Việt Anh đã nhận được đề cử giải HTV Awards 2007 ở hạng mục “Nam diễn viên chính xuất sắc nhất”. Tiếp sau đó là những bộ phim làm nên tên tuổi, đưa cái tên nghệ sĩ Việt Anh phủ sóng khắp cả nước. Phải kể đến là: Hoa thiên điểu (2008), Gia đình phép thuật (2009 – 2011), Dù gió có thổi (2009), Mệnh lệnh hoa hồng (2010), Tình yêu và thử thách (2014), Gia đình là số 1 (2017), Bên kia sông (2018),...
Ngoài phim truyền hình, nghệ sĩ Việt Anh cũng góp mặt trong một số dự án phim điện ảnh. Cùng với đó là các chương trình truyền hình, như: Cô dâu đại chiến (2011), Ai là bậc thầy chính hiệu – VTV3 (2019),...
Năm 2014, sau nhiều năm gắn bó với sân khấu kịch 5B Võ Văn Tần, ông lên chức giám đốc hhà hát. Ông cũng từng là thành viên Hội đồng Nghệ thuật.
Việt Anh là nghệ sĩ gạo cội của lĩnh vực sân khấu phía nam. Ông đánh dấu tên tuổi của mình qua hàng trăm vai diễn khác nhau từ hài, kịch, phim truyền hình, điện ảnh...tạo nhiều cảm tình với khán giả.

## Danh sách kịch tham gia
- Lôi vũ - vai Chu Phác Viên (Kịch nói)
- Đêm họa mi (Kịch nói)
- Dạ cổ hoài lang - vai Ông Năm (Kịch nói)
- Mình ơi (Kịch nói)
- Đùa với tình yêu (Kịch nói)
- Tôn sư (Kịch nói)
- Đại tá Lukianov - vai Đại tá Hồng quân Liên Xô (Kịch nói)
- Đôi bờ (Kịch nói)[7]
- Con vịt mồi (Kịch nói)
- 41 đóa hồng (Kịch nói)
- Mình ơi (Kịch nói)
- Mẹ yêu (Kịch nói)
- Tốt, xấu, giả, thật (Hài kịch)
- Vũ trường Tư Còi (Hài kịch)
- Bão giá (Hài kịch)
- Vua cờ tướng (Hài kịch)
- Tham thì thâm (Hài kịch)
- Hỏi vợ (Hài kịch)
- Thay đổi (Hài kịch)
- Nghe lời vợ (Hài kịch)
- Té ao (Hài kịch)
- Trúng số (Hài kịch)
- Liên khúc 12 con giáp (Hài kịch)
- Chú Thòn té giếng (Hài kịch)
- Ung thư ngôi sao (Hài kịch)
- Soi mình trong gương (Hài kịch)
- Tình cha duyên con
- Vỡ mộng (Hài kịch)
- Tư Sần đi Sài Gòn (Hài kịch)
- Tiếng hát đêm giao thừa (Hài kịch)
- Có tiền có quyền (Hài kịch)
- Và nhiều vở kịch khác

## Danh sách phim
Tháng 4 năm 2008, tại lễ trao giải HTV Awards 2007 với vai ông Mạnh trong Mùi ngò gai (một bộ phim truyền hình dài tập phối hợp sản xuất giữa Việt Nam với Hàn Quốc), Việt Anh lọt vào danh sách đề cử của giải HTV Awards 2007 ở hạng mục Nam diễn viên chính.
Năm 2009, với nhân vật Ma Bahram trong phim Gia đình phép thuật, Việt Anh đã gây ấn tượng sâu đậm trong lòng các công chúng thiếu nhi thời bấy giờ và hiện tại.
Năm 2015, ông xuất hiện trong phim truyền hình Tỷ phú tưng với vai Trần Hùng - Tổng Giám đốc của một Tập đoàn hoạt động trong ngành xây dựng. Trần Hùng là người có tính cách độc đoán, hay coi thường người khác, đặc biệt là đối với nhân viên dưới quyền. Ông ly hôn với người vợ gắn bó với mình bao năm khốn khó (diễn viên Ngân Quỳnh thủ vai) để kết hôn với cô thư ký trẻ đẹp tên Diễm (do Lan Phương thủ vai). Nhưng một tai nạn giao thông bất ngờ khiến ông Trần Hùng mất trí nhớ, những nhân viên từng bị ông coi thường nhân cơ hội này câu kết với Diễm nhằm chiếm đoạt tài sản của Tổng Giám đốc. Tuy nhiên, âm mưu của họ bất thành do Trần Hùng chỉ giả điên một thời gian để vạch trần thủ đoạn của những kẻ muốn hãm hại mình. Trải qua nhiều biến cố, ông mới thấm thía tình nghĩa từ người vợ mà ông từng chối bỏ. Phim được phát sóng trên kênh HTV7 từ 4 tháng 8 năm 2015. Ngoài ra, vào dịp Tết Ất Mùi hồi đầu năm 2015, Việt Anh còn xuất hiện trong phim điện ảnh Siêu nhân X với một vai phụ.
Năm 2017, Việt Anh xuất hiện trong 2 bộ phim Tết là Tết Tết Tết và Báu vật ngày xuân. Trong Tết Tết Tết thì ông đóng vai ông Tư Hiền, đây là một bộ phim hài, tâm lý gia đình được đặt trong bối cảnh sinh hoạt của một xóm vùng nông thôn đang chuẩn bị đón Tết. Phim được phát sóng trên kênh HTV7, bắt đầu từ ngày 20 tháng 1. Còn trong Báu vật ngày xuân thì Việt Anh vào vai ông Phát, với mục đích là để các con cùng đoàn tụ về đón Tết với mình nên ông Phát đã nghĩ ra cách gọi điện báo tin về việc sẽ trao lại “báu vật gia truyền” cho một trong những đứa con thân yêu, khiến cả bốn cô con gái của ông Phát ai nấy đều xôn xao và nóng lòng về quê tìm hiểu thứ mà cha mình giấu diếm bấy lâu nay. Phim đã được phát sóng trên kênh VTC9/Let’s Viet, cũng bắt đầu từ ngày 20 tháng 1.

#### Danh sách phim tham gia:
Tiêu biểu:
- 1990: Cô thủ môn tội nghiệp vai Bảy Chọt (ba của Công)
- 1996: Cổ tích Việt Nam tập: Chiếc áo tàng hình vai Cai tổng
- 2004: Khi đàn ông có bầu vai Ông Việt
- 2006: Đẻ mướn vai Ba của Bảo
- 2006: Áo lụa Hà Đông vai Ông Tám
- 2006: Mùi ngò gai vai Ông Mạnh
- 2007: Võ lâm truyền kỳ vai Ông già nghiện game
- 2008: Hoa thiên điểu  vai Anh Quân
- 2009: Gia đình phép thuật  vai Ông Bahram
- 2010: Cô nàng bướng bỉnh vai Ông Khoa
- 2010: Mệnh lệnh hoa hồng vai Ông Sáu Bảnh
- 2010: Công chúa teen và ngũ hổ tướng vai Cha của Britney Bích
- 2011: Cô dâu đại chiến vai Ông Sang
- 2012: Thời gian để yêu vai Ông Hùng
- 2013: Bếp của mẹ vai Ông Tư Keo
- 2014: Bí mật lại bị mất vai Ông Kiệt
- 2014: Con gái vị thẩm phán vai Ông Hai Bạch
- 2014: Tình yêu và thử thách vai Ông Toàn
- 2014: Bếp của mẹ 2 vai Ông Năm cô đơn
- 2015: Lật mặt vai Ông Phương
- 2015: 49 ngày vai Ông Cậu
- 2015: Tỷ phú tưng vai Ông Trần Hùng
- 2015: Gia đình  Dr Beo vai Ông Lang Ba
- 2017: Tết tết tết vai Ông Tư Hiền
- 2017: Báu vật ngày xuân vai Ông Phát
- 2017: Gia đình là số 1 vai Ông Đức Nghĩa
- 2018: Bên kia sông vai Ông Năm Cảnh
- 2018: Ngôi Sao khoai tây vai Ông Giàu
- 2018: Biệt đội tất tần tật vai Ông Một
- 2018: Yêu em bất chấp vai Chủ Khách Sạn
- 2019: Tân Xuân Tân Lang vai Ông Ba Đức
- 2020: Chuyện xóm tui vai Ông Tám
- 2020: Sui gia đại chiến vai Ông Ba Sở
- 2021: Ớt đỏ vai Ông Thầy Bói
- 2021: Chống lại số phận vai Ông Minh
- 2022: Bảnh bao ngày tết vai Sếp Vĩnh Tế
- 2022: Thanh xuân mãi cháy vai Ông Định
- 2023: Nhà bà Nữ vai Ông Liêm
- 2023: Đuổi bắt thanh xuân vai Ông Tùng
- 2024: Mai vai Chú Út
- 2024: Tết sum vầy vai Ông Ba Chánh
- 2024: Chuyện nhà quê vai Ông Tân
- 2024: Mùa hè đẹp nhất vai Ông Hiệp
- 2024: Hai Muối
- 2025: Mẹ biển vai Ông Bảy Rối

## Chương trình truyền hình
- Tài tiếu tuyệt - HTV7 (2011-2014)
- Danh hài đất Việt - THVL1 (2015- 2016)
- Vẻ đẹp cuộc sống - THVL1 (2016)
- Chuyện gia đình vàng - HTV7 (2015-2017)
- Hội ngộ danh hài - THVL1 (2013-2017)
- Thiên đường ẩm thực 3 - HTV7 (2017)
- Ai là bậc thầy chính hiệu - VTV3 (2019) (Thành viên của đội Trải Nghiệm (với Tuyết Thu) & đội Trẻ Mãi Không Già (với Linh Tâm))
- Ký ức vui vẻ (mùa 1) - VTV3 (2019) (Thành viên của thập niên 60 (với Thanh Bạch)).
- Đẹp từng milimet (2019) (Giám khảo)[15]
- Hạnh phúc ở đâu? (TTV11) (2021)[16]
- Du hành ký ức - HTV2 (2022)
- Vang bóng một thời - THVL1 (2022)
- Chuyện tử tế - Youtube Việt Anh Channel (2022)[17]
- Và nhiều chương trình khác

### Quảng cáo
- Mì Gấu Đỏ
- BoniDiabet - với nghệ sĩ Mạnh Cường.

## Giải thưởng và vinh danh
Tiêu biểu:
- Giải Mai vàng 1995 hạng mục "Nam nghệ sĩ kịch nói"[2]
- Huy chương vàng Hội diễn Sân khấu Chuyên nghiệp Toàn quốc (Nhiều Huy chương vàng)[18][19]
- Danh hiệu Nghệ sĩ Ưu tú 2001[1]
- Đề cử giải HTV Awards 2007 ở hạng mục “Nam diễn viên chính xuất sắc nhất”[1]
- Giải Cù nèo vàng 2011[6]
- Danh hiệu Nghệ sĩ nhân dân 2019[1]

## Gia đình
- Trước đây, ông đã từng kết hôn với diễn viên Phương Linh. Sau khi chia tay, vợ và con gái ông sang Úc định cư.
- Ông có sở thích là đá bóng, một fan bóng đá cuồng nhiệt. Thời gian rảnh rỗi sau những vở diễn, ông vẫn hay xỏ giày ra sân chơi bóng và cũng là một tiền vệ khéo léo có hạng trong giới nghệ sĩ. Ông còn là Chủ tịch danh dự của CLB Cựu sinh viên TP.HCM thường có các trận đấu giao hữu từ thiện giúp đỡ những mảnh đời bất hạnh.[20]